# Winthemia diversoides
Winthemia diversoides är en tvåvingeart som beskrevs av Baranov 1932. Winthemia diversoides ingår i släktet Winthemia och familjen parasitflugor.
Artens utbredningsområde är Taiwan. Inga underarter finns listade i Catalogue of Life.